# Kanton Castres-3
Der Kanton Castres-3 ist seit 2015 ein französischer Wahlkreis für die Wahl des Départementrats im Arrondissement Castres im Département Tarn in der Region Okzitanien; sein Bureau centralisateur befindet sich in Castres.

## Gemeinden
Der Kanton besteht aus zwei Gemeinden und Gemeindeteilen mit insgesamt 15.273 Einwohnern (Stand: 1. Januar 2022) auf einer Gesamtfläche von 25,54 km²:
| Gemeinde         | Einwohner 1. Januar 2022 | Fläche km² | Dichte Einw./km² | Code INSEE | Postleitzahl |
| ---------------- | ------------------------ | ---------- | ---------------- | ---------- | ------------ |
| Castres          | 14.583                   | 15,79      | 924              | 81065      | 81100        |
| Navès            | 690                      | 9,75       | 71               | 81195      | 81710        |
| Kanton Castres-3 | 15.273                   | 25,54      | 598              | 8109       | –            |

1. ↑   Nur der südliche Teil der Gemeinde, der Rest verteilt sich auf die Kantone Castres-1 und Castres-2.